# Popowice (Wrocław)

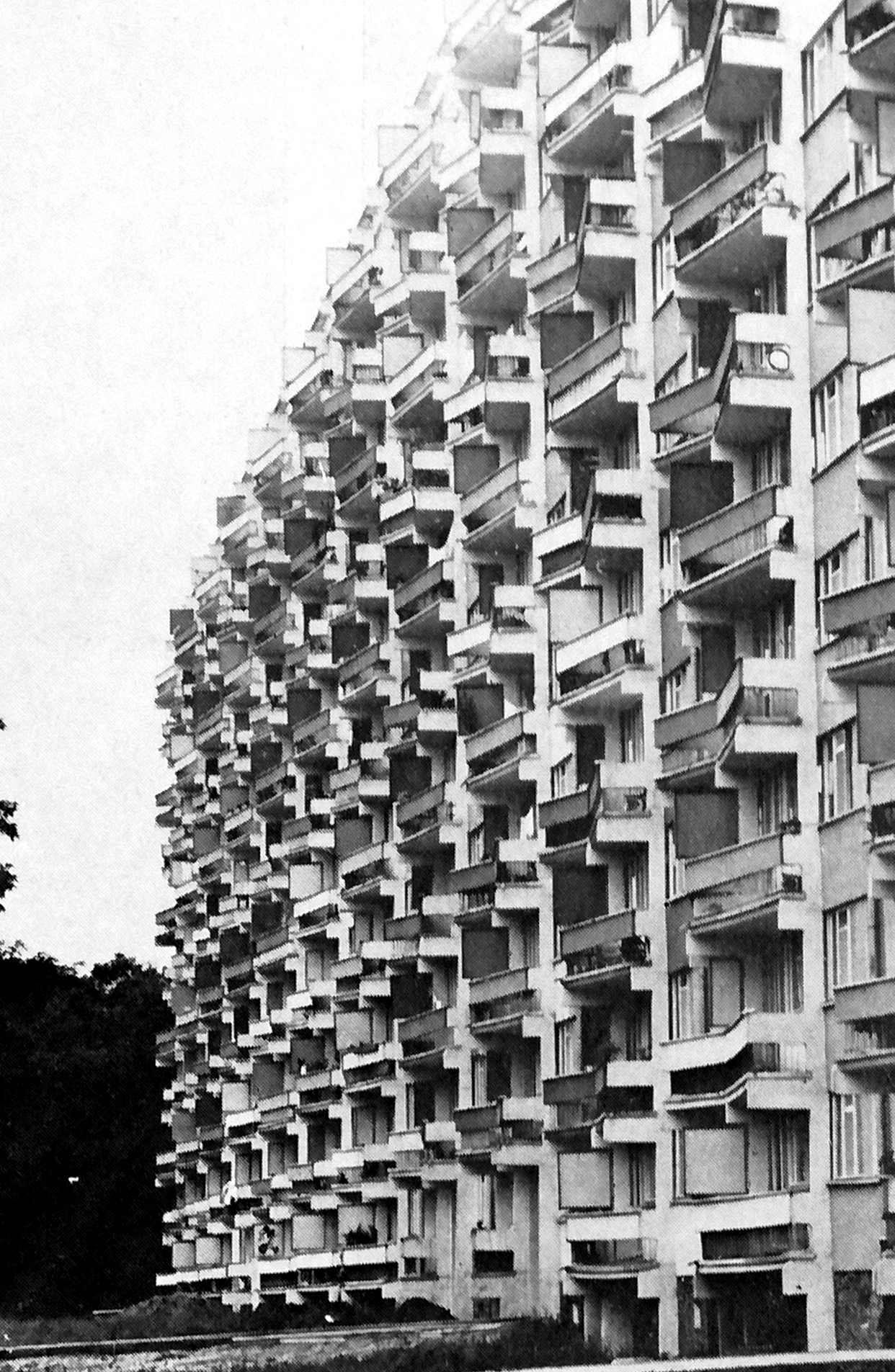
Bloki Popowic proj. Witolda Jerzego Molickiego niedługo po wybudowaniu w latach 70.

Popowice (niem. Pöpelwitz) – osiedle we Wrocławiu, w zachodniej części miasta, w dawnej dzielnicy Fabryczna. W granicach miasta od 1897 roku.

## Nazwa
Pierwsza wzmianka o miejscowości w formie Popowici pochodzi z 1260 roku. Nazwa była później notowana także w formach Popowici (1263), Popopwicz (1331), Popilwicz (1353), Popilwicz u. Popopwicz (1360), Popilwitz (1373), Popellwitz (1402), Popilwicz (1425), Pöpellwitz (1548), Pöppelwitz (1652), Pöpelwitz (1743), Pöpelwitz (1845), Popowice niem. Poepelwitz (1887), Pöpelwitz – Popowice, -ic, popowicki (1948).
Nazwa pochodzi od wyrazu pospolitego pop, który w średniowieczu oznaczał księdza katolickiego. Pierwotna nazwa została zniemczona jako Popilwicz, Pöpelwitz.

## Historia

### Wieś (do 1897)
Początkowo wieś należała do opactwa św. Wincentego na Ołbinie. W 1260 książęta Henryk III i jego brat Władysław dostali majątek wsi Popowici w drodze wymiany za Pawłowice i natychmiast sprzedali wrocławskiemu mieszczaninowi Konradowi Bawarczykowi.
W XVIII w. wrocławski biskup Franz Ludwig von Pfalz-Neuburg wybudował tu pałacyk. Wkrótce, podczas wojny siedmioletniej został zniszczony. Jego ruiny stały się siedzibą bandy niejakiego Manduby, który wymuszając haracze od bogatych – a płaciła mu nawet rada miasta – zyskał sławę miejscowego Robin Hooda. Zginął w wyniku zdrady, zabity przez własnego człowieka.
Od końca XVIII wieku popularne miejsce podmiejskich wycieczek. We wsi znajdującej się na linii dzisiejszej ulicy Popowickiej znajdował się wówczas dwór, folwark, karczma i szkoła. Od 1840 kursował pierwszy konny omnibus.
W 1853 otwarto prywatny zakład leczenia chorób psychicznych. Działał pod kierownictwem doktora Neumanna, profesora Uniwersytetu Wrocławskiego. W 1867 Tygodnik Ilustrowany opisywał zwiększoną liczbę przypadków urazów psychicznych spowodowanych niedawno zakończoną wojną austriacko-pruską, wychwalając przy tym jakość opieki medycznej w tym zakładzie.
27 października 1856 Popowice uzyskały połączenie kolejowe na nowo powstałej trasie poznańskiej.
Pomiędzy torami trasy poznańskiej a Malopanestrasse (obecnie ulica Małopanewska) w latach 1893–1896 według projektu architekta Georga Osthoffa powstała rzeźnia miejska (Städtischer Schlachthof) funkcjonująca również w okresie powojennym. Zajmowała powierzchnię 20 ha i miała własną rampę kolejową. Aż do czasów I wojny światowej była to jedna z najnowocześniejszych rzeźni w Europie. Przetrwała obie wojny i funkcjonowała aż do 1999.

### Osiedle (1897–1945)
Ważnym elementem infrastruktury był powstały na przełomie wieków odrzański port rzeczny – Port Popowice, leżący częściowo na sąsiednim Kleczkowie. Budowę rozpoczęto 29 listopada 1897, ukończono w 1901. Znajdował się tam obszerny basen portowy, magazyny, hala stoczniowa, dźwigi portalowe, suwnica do przeładunku węgla, budynek dyrekcji i lokomotywownia. Port miał bezpośrednie połączenie kolejowe z Dworcem Nadodrze i kolejką wąskotorową Wrocław – Trzebnica.
Pierwotnie zabudowa koncentrowała się przy wschodniej części dzisiejszej ulicy Popowickiej, ale od XIX w. na znaczeniu zyskuje Frankfurter Str. (obecnie ulica Legnicka) będąca drogą wylotową z miasta w kierunku zachodnim. Droga ta stała się osią komunikacyjną miasta, była to część tzw. Berliner Chaussee (szosy berlińskiej). W latach 1900–1902 w zachodniej części osiedla, przy Frankfurter Str., Breslauer-Strassen-Eisenbahn-Gesellschaft (BSEG) zbudowało Zajezdnię nr V (Strassenbahndepot V), która istnieje do dziś. 6 sierpnia 1901 BSEG uruchomiło na tej trasie dwie linie tramwaju elektrycznego, jedna łączyła Popelwitz z Dworcem Głównym, druga z Bramą Oławską.
W ten sposób już kilka lat po włączeniu do granic miasta Popelwitz, mając port rzeczny, zajezdnię tramwajową i dwie stacje kolejowe (Br.-Popelwitz przy Popelwitz Str. i Br.-Nikolaitor przy Frankfurter Str.) i od 1910 w sąsiednim Kl.-Gandau port lotniczy, stały się ważnym ośrodkiem komunikacyjnym.
W pierwszym dziesięcioleciu XX wieku, pomiędzy dzisiejszą Niedźwiedzią a Starograniczną, przy zlikwidowanej w 1972 roku ulicy Zajęczej (do 1945 Wildestraße), wybudowano okazałą siedzibę Królewskiego Katolickiego Seminarium Nauczycielskiego. Przetrwała ona wojnę, ale później budynek Seminarium rozebrano. W 1905 wybudowano pierwszą na Popowicach kaplicę rzymskokatolicką pod wezwaniem św. Jerzego.
Przy Krischke Str. (obecnie wschodnia część ulicy Żubrzej) jeszcze przed pierwszą wojną światową wybudowano Szkołę Podstawową (Volksschule). Później, w okresie międzywojennym, była to koedukacyjna Szkoła nr 26.
W północno-zachodniej części osiedla w latach 1906–1910 zbudowano Śląski Instytut Edukacji Niewidomych (Schlesiche Blinden-Unterrichts-Anstalt), obecnie działa tam Ewangelickie Centrum Diakonii i Edukacji im. ks. Marcina Lutra (dawniej Centrum Kształcenia i Rehabilitacji Osób Niepełnosprawnych).
Obszar leżący na południe od Frankfurter Str. bardzo długo był niezamieszkany, jeszcze w XIX wieku były tam pola należące do mieszkańców Popelwitz. W latach 1919–1927 powstało tam duże osiedle domów wielorodzinnych – Siedlung Popelwitz zaprojektowane przez Theo Effenbergera i wzniesione na obszarze 47 ha przez Towarzystwo Osiedlowe Wrocław (Siedlungsgesellschaft Breslau) dla 8 tysięcy mieszkańców. Było to nowoczesne założenie urbanistyczne o modernistycznej architekturze. W centrum tego osiedla, przy dzisiejszej ul. Kłodnickiej, znajdował się duży prostokątny skwer, na którego obu końcach były szkoła podstawowa projektu Fritza Behrendta oraz katolicki kościół św. Jadwigi (St. Hedwigkirche) z wieżą wzorowaną na XIII-wiecznym kościele w Grodkowie. Kościół był ceglany w stylu neogotyckim projektu wrocławskich architektów Johannesa Gebla i Theodora Pluschki. Ołtarz główny wykonał monachijski rzeźbiarz Schreiner. Przy placu były budynki pięciokondygnacyjne, niższe na jego peryferiach. Osiedle to zostało całkowicie zniszczone w czasie oblężenia Festung Breslau.
Podczas oblężenia w rejonie Popowic i sąsiedniego Szczepina trwały zażarte walki. Rozdzielający oba osiedla nasyp kolejowy, w którym znajdowało się tylko kilka przejazdów i przejść pod torami, stanowił dogodną linię obrony. Na terenie Parku Popowickiego i sąsiadujących z nim dzisiejszych ogródków działkowych dochodziło podczas oblężenia do walk wręcz, a całe Popowice były widownią bitew pancernych.

## Po 1945

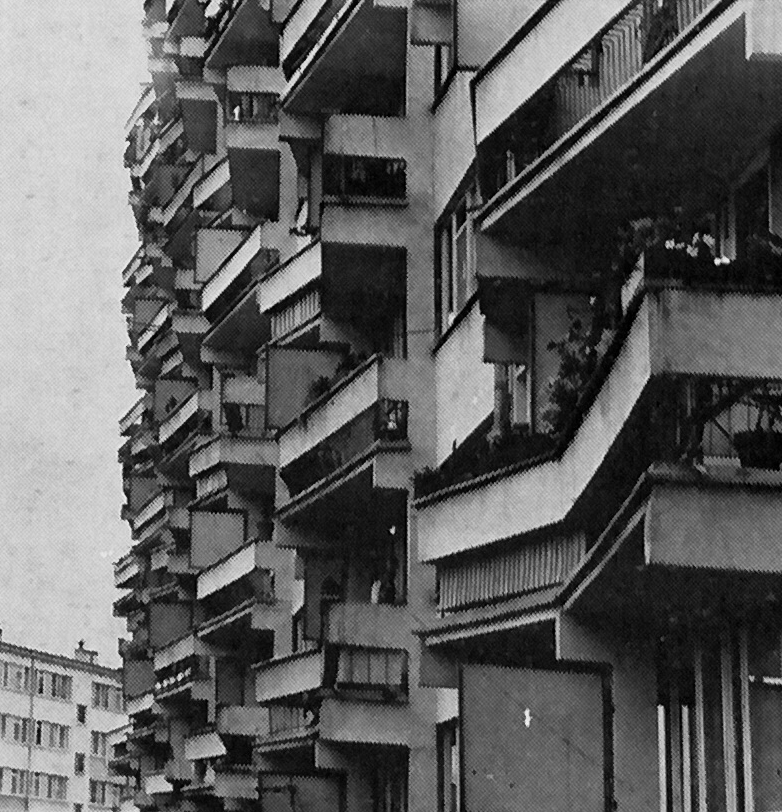
Charakterystyczne balkony budynków z wielkiej płyty proj. Witolda Jerzego Molickiego

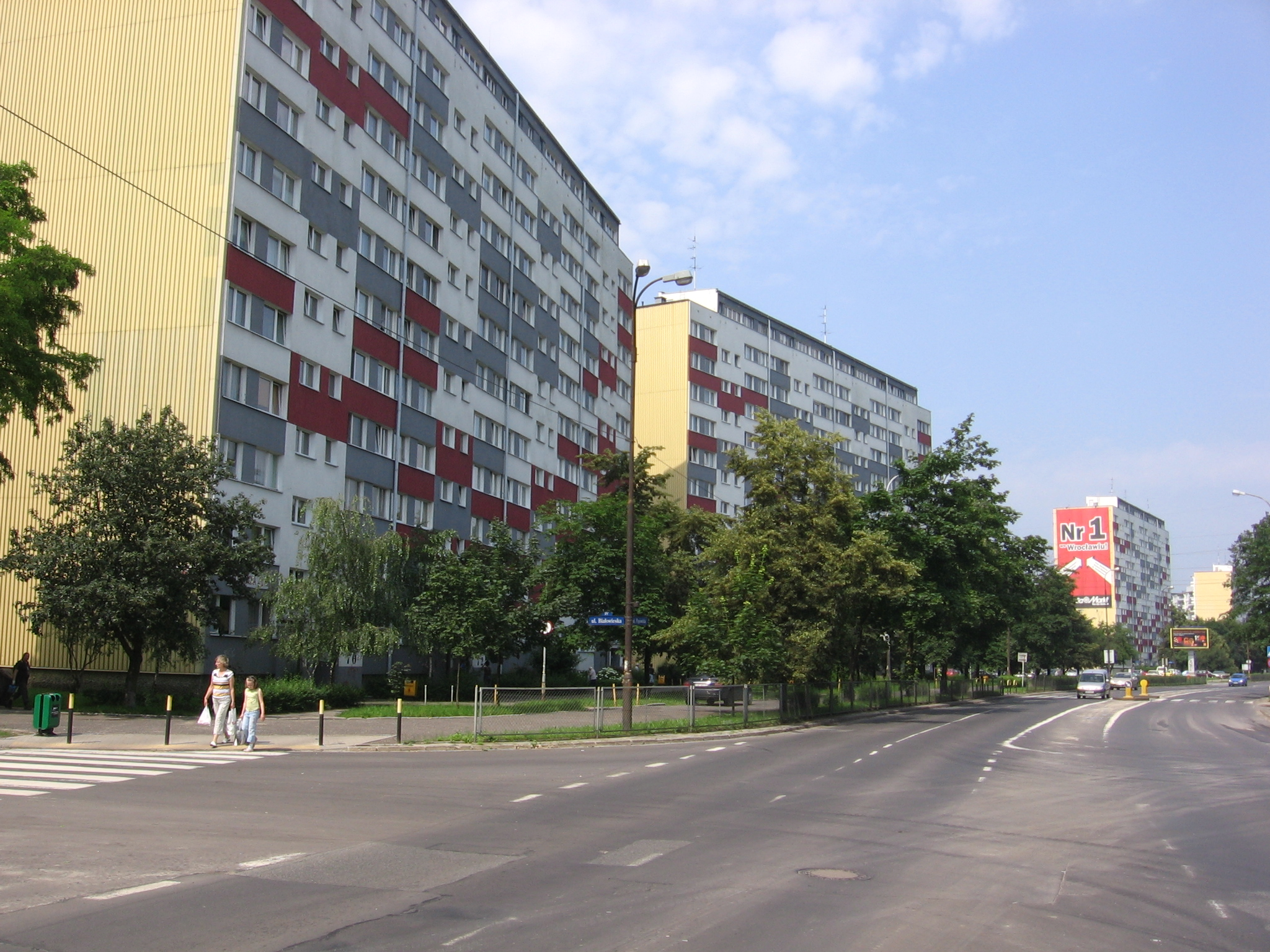
ulica Popowicka, zabudowa wielkopłytowa na dawnych terenach zalewowych Odry

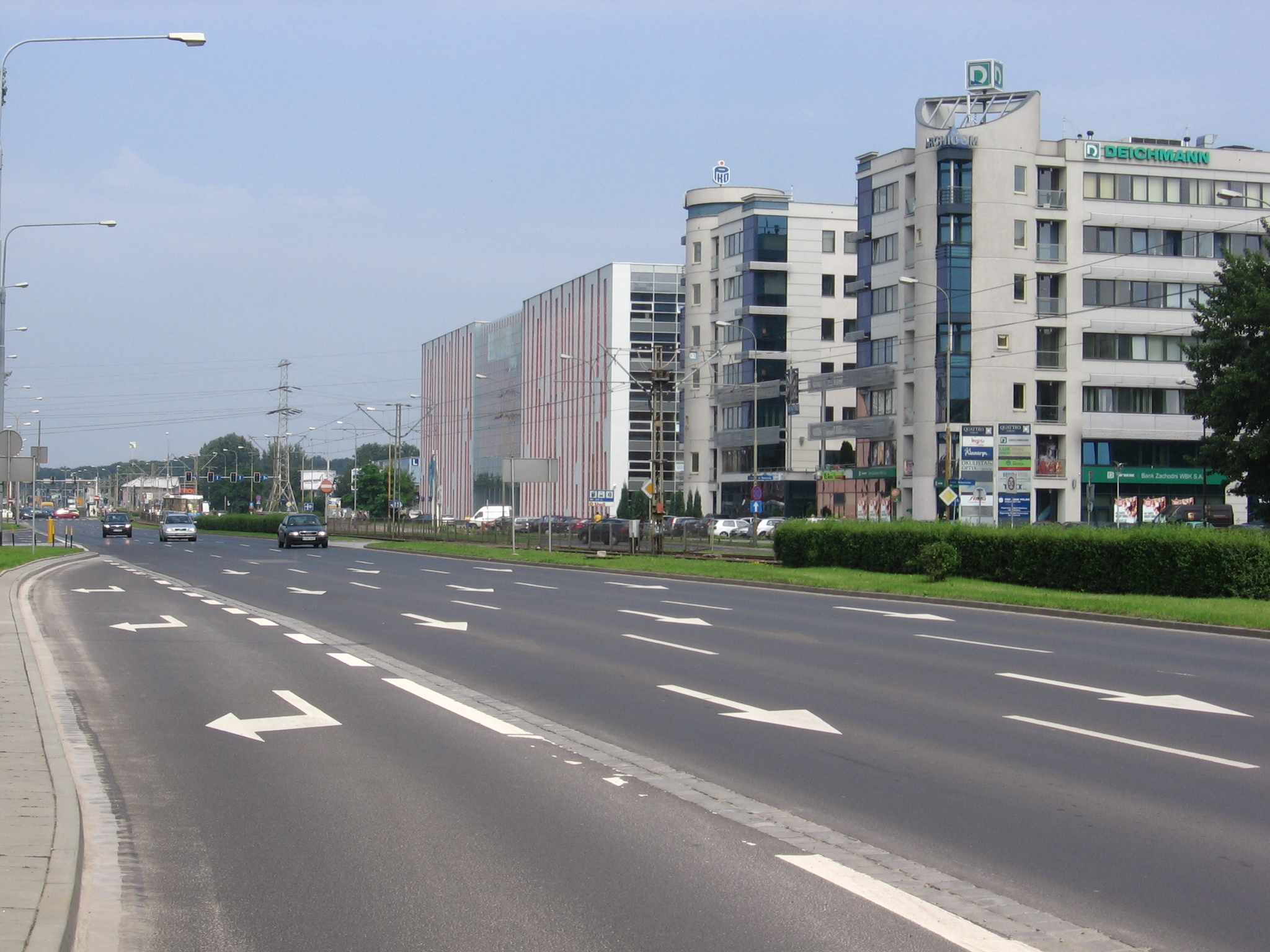
ulica Legnicka, postmodernistyczna zabudowa na odcinku przebiegający przez Popowice

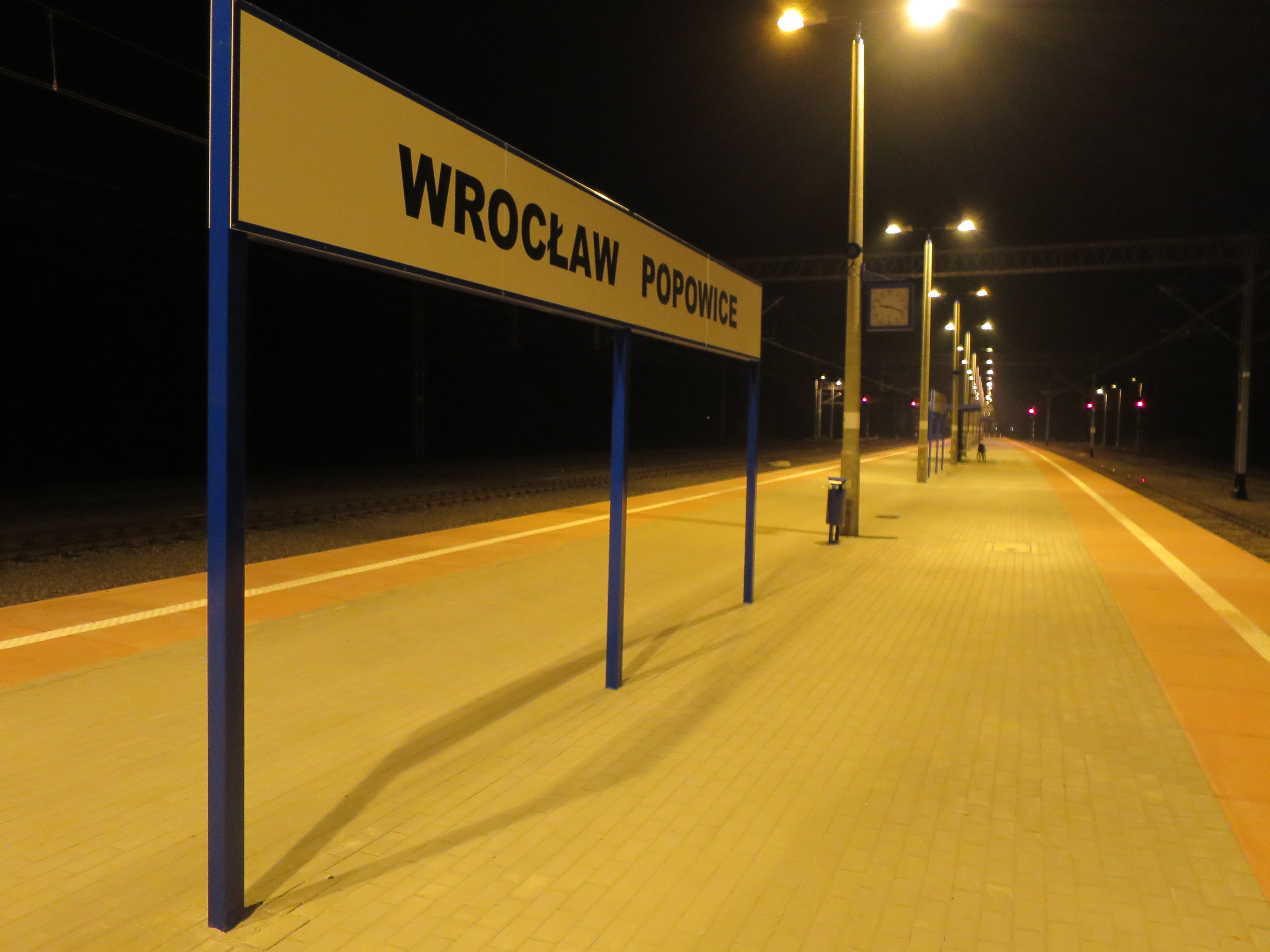
Stacja kolejowa Wrocław Popowice

Obok funkcjonującego od początków XX wieku portu zlokalizowano w latach 70. przedsiębiorstwo budowlane produkujące elementy wielkopłytowe, m.in. na potrzeby Popowic i Kozanowa; lokalizację wybrano m.in. ze względu na możliwości transportu kruszywa i piasku barkami.
Popowice przed wojną i przez wiele lat po wojnie – jako teren zalewowy w razie powodzi – nie były zasiedlane w swej nadodrzańskiej części. Domy budowano jedynie wzdłuż dzisiejszej ulicy Legnickiej i na południe od niej. Lekceważąc zagrożenie powodzią, w latach 1972–1975 pomiędzy ulicami Legnicką a Popowicką wybudowano Osiedle Popowice. Na 70 ha postawiono 2–11-kondygnacyjne budynki z wielkiej płyty dla 17,5 tys. mieszkańców. Ważnym ośrodkiem życia kulturalnego było znajdujące się tam studyjne kino „Studio” prowadzone przez Ryszarda Mergiesa, zlikwidowane w 2000 roku.
W 1969 powstała parafia pw. Matki Bożej Królowej Pokoju, której kościół został wybudowany przy ul. Ojców Oblatów 1.
W 1997, ćwierć wieku po zbudowaniu Osiedla Popowice, okazało się jak błędna była decyzja o jego lokalizacji. W czasie powodzi tysiąclecia niektóre bloki przy ul. Popowickiej zostały zalane do wysokości pierwszej kondygnacji.
Od północnego zachodu Popowice przylegają do Parku Zachodniego. W granicach osiedla znajduje się także istniejące od okresu międzywojennego kąpielisko (Koseler Waldbad), obok którego wybudowano pod koniec XX wieku halę sportową „Orbita”. Obiekty te mieszczą się obok fragmentu obwodnicy śródmiejskiej Wrocławia i wchodzącego w jej skład mostu Milenijnego, oddanego do użytku w roku 2004. W północno-wschodniej części Popowic znajdują się tereny rekreacyjne: Park Popowicki i Polanka Popowicka (w okresie międzywojennym Eichenpark i Jahnwiese).
Znajdująca się przy ulicy Legnickiej Zajezdnia nr 5, w wyniku przeprowadzonej w 1999 restrukturyzacji MPK Wrocław, została przekształcona w firmę Protram zajmującą się naprawą i produkcją tramwajów.
Teren, znajdującego się na południe od ulicy Legnickiej, zniszczonego w czasie wojny osiedla Theo Effenbergera zabudowano ponownie. Obecnie są to tzw. Popowice Południowe. Dominuje tu budownictwo jednorodzinne we wschodniej części i bloki mieszkalne z wielkiej płyty – w zachodniej. Znajduje się tu I Zbór Kościoła Chrześcijan Baptystów we Wrocławiu przy ul. Kłodnickiej 2.
W 2003 został oddany do użytku nowoczesny biurowiec Quatro Forum o powierzchni 17 tys. m² przy ul. Legnickiej 51/53.
W październiku 2007 na terenie zlikwidowanej w 1999 rzeźni miejskiej pomiędzy ulicą Legnicką a Bystrzycką, uruchomiono centrum handlowe Magnolia Park.
Na osiedlu znajdują się następujące placówki oświatowe:
- Przedszkole Publiczne „Bajka”, ul. Kłodnicka 22
- Przedszkole nr 122 „Wesoła Gromadka”, ul. Kłodnicka 23
- Przedszkole nr 104 „Na Misiowej Polanie”, ul. Niedźwiedzia 26
- SP nr 3 (Wrocław) im. Mariusza Zaruskiego, ul. Bobrza 27[23]
- Zespół Szkół nr 20 im. prof. Marii Zduniak (SP nr 65, OSM I st. nr 3 i SM I st. nr 3), ul. Kłodnicka 36
- SP nr 5 im. H.D. Steinhausa ul. Jelenia 7[24]

Według podziału stworzonego przez Radę Miasta Wrocławia w 2004 roku na potrzeby ewidencyjno-wyborcze Popowice zaliczane są do dwóch jednostek ewidencyjnych: północna część osiedla wraz z Pilczycami i Kozanowem do jednej, a część południowa wraz z Gądowem Małym do drugiej.
Do dziś z okresu przedwojennego pozostały tylko:
- Schlesiche Blinden-Unterrichts-Anstalt, czyli Śląski Instytut Edukacji Niewidomych, obecnie Ewangelickie Centrum Diakonii i Edukacji im. ks. Macina Lutra
- Strassenbahndepot V, czyli Zajezdnia nr 5, obecnie Protram
- kilka kamienic, jedna przy wiadukcie kolejowym (ulica Legnicka 52) i dwie przy skrzyżowaniu Legnickiej i Małopanewskiej (ulica Legnicka 64 i 68–70)
- port Popowice
- wiadukt kolejowy na ulicy Popowickiej oraz stacja Wrocław–Popowice (Br.-Popelwitz)

## Kalendarium
- 1260 – książęta Henryk III i jego brat Władysław dostają majątek Popowici w drodze wymiany za Pawłowice i sprzedają je wrocławskiemu mieszczaninowi Konradowi Bawarczykowi
- 1840 – pierwszy konny omnibus
- 27 października 1856 – otwarcie połączenia kolejowego na trasie poznańskiej
- 1893–1896 – budowa rzeźni miejskiej
- 1897 – przyłączenie do miasta
- 1897, 29 listopada (do 1901) – budowa portu Popowice
- 1900–1902 – budowa Zajezdni V, od 1901 zelektryfikowana linia tramwajowa
- 1906–1910 – budowa Śląskiego Instytutu Edukacji Niewidomych
- 1919–1927 – budowa Siedlung Popelwitz, na południe od Frankfurter Str (obecnie ul. Legnicka)
- 1945 – zniszczenie osiedla
- 1972–1975 – budowa Osiedla Popowice, na północ od ulicy Legnickiej
- 1997 – powódź tysiąclecia
- 1999 – zamknięcie rzeźni miejskiej, przekształcenie Zajezdni nr 5 w przedsiębiorstwo Protram
- 2004 – otwarcie Mostu Millenijnego
- 2007 – otwarcie centrum handlowego Magnolia Park – na terenie dawnej rzeźni
- maj 2015 – koniec remontu stacji Wrocław Popowice[25]
- 29 grudnia 2022 – otwarcie dla ruchu samochodowego (po przebudowie) ul. Popowickiej[26]